# Volume 10
Albums de Marc Lavoine
Les Solos de Marc
(2007) Je descends du singe
(2012)
Singles
1. La Semaine prochaine
Sortie : 6 juillet 2009
2. Reviens mon amour
Sortie : 30 octobre 2009
3. Rue des Acacias
Sortie : 5 avril 2010
4. Demande-moi
Sortie : 16 août 2010
5. La Grande Amour
Sortie : 10 janvier 2011

Volume 10 est le 10e album studio de Marc Lavoine sorti le 31 août 2009 en France. Il s'est classé directement en première place du classement des ventes d'albums en France.

## Liste des titres
Toutes les paroles sont écrites par Marc Lavoine.
| No  | Titre                                        | Musique             | Durée |
| --- | -------------------------------------------- | ------------------- | ----- |
| 1.  | Rue des Acacias                              | Julien Clerc        | 3:59  |
| 2.  | Reviens mon amour                            | Fabrice Aboulker    | 4:40  |
| 3.  | Demande-moi                                  | Christophe Casanave | 3:58  |
| 4.  | La Semaine prochaine                         | Christophe Casanave | 3:49  |
| 5.  | La grande Amour (duo avec Valérie Lemercier) | Christophe Casanave | 4:28  |
| 6.  | Les Dunes blanches                           | Bertrand Burgalat   | 4:28  |
| 7.  | Les Rêves américains                         | Christophe Casanave | 4:09  |
| 8.  | Lentement (duo avec Yasmine Lavoine)         | Christophe Casanave | 3:38  |
| 9.  | Je n'ai plus peur de rien                    | Bertrand Burgalat   | 2:44  |
| 10. | Quand je suis seul                           | Lulu Gainsbourg     | 4:43  |
| 11. | Je rêve de ton cul                           | Fabrice Aboulker    | 3:48  |

| 12. | La maison de George Harrison (duo avec Bertrand Burgalat) | Bertrand Burgalat, Christophe Casanave | 3:33 |

## Classement et certifications
| Classement (2009–2011)       | Meilleure position |
| ---------------------------- | ------------------ |
| Belgique (Wallonie Ultratop) | 3                  |
| France (SNEP)                | 1                  |
| Suisse (Schweizer Hitparade) | 28                 |
| Suisse (Charts Romandie)     | 24                 |

| Classement (2009)            | Position |
| ---------------------------- | -------- |
| Belgique (Wallonie Ultratop) | 43       |
| France (SNEP)                | 16       |

| Classement (2010)            | Position |
| ---------------------------- | -------- |
| Belgique (Wallonie Ultratop) | 18       |
| France (SNEP)                | 26       |

### Certification
| Région        | Certification | Ventes/Streams |
| ------------- | ------------- | -------------- |
| France (SNEP) | 3 × Platine   | 300 000*       |